# Technomyrmex lujae
Technomyrmex lujae es una especie de hormiga del género Technomyrmex, subfamilia Dolichoderinae. Fue descrita científicamente por Forel en 1905.
Se distribuye por Camerún, República Centroafricana, República Democrática del Congo y Gabón. Se ha encontrado a elevaciones de hasta 360 metros. Vive en microhábitats como la madera podrida y sobre hojas.